# Don't Starve
Don't Starve (v překladu Nehladov) je roguelike počítačová hra o přežití, vytvořená studiem Klei Entertainment 23. dubna 2013. Hru lze stahovat na Windows, Mac OS X a Linux prostřednictvím Steam nebo samostatné aplikace. Je také přístupná na PlayStation 4, PlayStation Vita a Wii U. V červenci 2015 vyšla i aplikace pro Apple iOS a Android Don't starve - pocket edition.

## Přehled
Ve hře Don't Starve se hráči snaží co nejdéle přežít v divočině. V základní verzi hry je jediným koncem hráčova smrt. Když hráč zemře, sečtou se všechny dny, za které dostane "zkušenosti", za které bude moci odemykat nové postavy, se kterými lze hrát. Když hráč zemře, přijde o svět, ve kterém dosud hrál a při příští hře bude vygenerovaný nový. Ve hře se střídá nejen počasí, ale i roční období, dokonce i požáry nebo déšť meteoritů. Noc je ve hře velice nebezpečná, pokud se déle zdržíte mimo okruh světa, zabije vás to. Musíte si hlídat svoje zdraví (životy), hlad a duševní zdraví (sanity), ale také teplotu (podchlazení, přehřátí) nebo jestli nejste promočení. Vše z toho může hráče zabít nebo přinést nepříznivý efekt.

### Příběh
Příběh hry se odvíjí od Wilsona, vědce, kterého záhadný Maxwell přesvědčil, aby vybudoval portál, kterým přesunul Wilsona do podivného světa plného příšer, podivných tvorů a dalších záhad. Hráč hraje s Wilsonem jako ze základní postavou. Existuje ale i rozšíření příběhu Adventure Mode, kde zjišťujete proč Vás Maxwell přesunul zrovna na tohle místo a také strašlivé tajemství Maxwellovy temné síly. Dohráním tohoto modu lze odemknou charakter Maxwell. Adventure mod lze najít během hry v základním Don't starve nebo Don't starve: Gigants.
Poté se příběh odvíjí od konce Adventure módu a v Don't Starve Together, ve kterém se Wilson vymění na temném trůně s Maxwellem, poté Maxwell zemře (V Adventure Módu smrt vás dá pouze ven z Adventure a probudíte se u Maxwelllových dveří než jste je použili) a Charlie (Maxwellova Assistentka) se zbaví Wilsona z trůnu, převezme magickou moc ale mezitím se její temná povaha a normální lidská pohádají jak by měla vypadat trůnní místnost než se zkombinují do jedné ve které vytváří nové stvoření, výzvy, dekorace a dostane do Constantu (Jméno Don't Starve světa) svoji sestru Winonu.

## Postavy
Ve hře si lze vybírat z několika postav. Každá má svoje výhody a nevýhody.

### Wilson
Postava se kterou každý hráč začíná. Wilson je jako jediná postava bez zvláštních schopností. Jediné je, že mu po čas hry rostou vousy, které v zimě hřejí ale v teple přehřívají a je možnost si je oholit a vyrobit z nich Meaty Effigy, sošku ve tvaru Wilsona která ho oživí pokud zemře.

### Willow
Willow má zvláštní schopnost, že když jí dochází duševní zdraví, podpaluje všechno okolo sebe. Také ji nijak neubližuje oheň. A má od začátku hry svůj zapalovač s nekonečným množství použití.

### Wolfgang
Je velice silný pokud je nasycen, ale má strach z příšer. Má tři formy při nasycení: 1. Silná - Uděluje v této formě bolest o síle 2 (Wilsonova síla je 1 a klasická), běží trochu rychleji ale hladoví mnohem více. (z důvodu jednotky nasycení která určuje rychlost hladovění nejde určit rychlost) 2. Normální - Podobá se Wilsonově ale stále rychleji ubírá hlad. 3.Slabý, udělí sílu menší než u Wendy (přibližně 0.5), běží pomaleji ale ubírá se mu hlad skoro jako u Wilsona. (Záleží nasycení - 100.N : 1.2, 9.N : 0.77)

### Wendy
Wendy je cynická postava, duševní zdraví jí ve tmě klesá o 10% pomaleji. Její utok je ale o 33% nižní než u ostatních postav. Velkou výhodou je její duch Abigail (její mrtvá sestra), která se objeví pokud obětujete nějakou živou bytost (např. králíka)to jí ale ubere duševní zdraví. Pokud její sestra Abigail zemře tak z ní vypadne ona květina, která se rozvine (a bude z ní moci být vyvolán duch) po 3-4 dnech. Čím dále ve dni jste, tím větší dává Abigail poškození (den<večer<noc).

### WX-78
WX-78 je robot, který na začátku hry má nejnižší zdraví, hlad, a duševní zdraví (sanity), ale mohou se zvýšit když "sníte" ozubená kolečka. WX-78 je nabit zásahem blesku. Běhá tak rychleji a svítí, ale sníží mu to duševní zdraví. Když prší, a s WX-78 zmoknete, začne vám hra ubírat životy.

### Wickerbottom
Wickerbottom je knihovnice která má ze všech postav nejvyšší duševní zdraví (vyjma vylepšeného WX-78). Jako jediná postava nemůže spát ale zato může vyrábět speciální knihy, které po přečtení udělají nějaký efekt (nechají vyrůst všechny rostliny v okolí, přivolají spoustu ptáků, uspí všechny živé objekty v okolí, vytvoří salvu blesků nebo povolají nebezpečná chapadla).

### Wes
Wes je mim který nemůže mluvit. Je to nejtěžší postava za kterou můžete hrát. Má nejnižší životy, hlad i duševní zdraví (sanity). Může nafouknout nekonečně balonků, do kterých když praští, tak všechny najednou prasknou.

### Woodie
Woodie je dřevorubec který má strašlivé tajemství. Když pokácí moc stromů promění se na Werebeavera (bobrodlaka). Než se stane bobrodlakem, může sníst dřevo, trávu, klacky, prkna, atd. Zato má svou oblíbenou sekeru Lucy, která k němu mluví. Má neomezeně použití a dokonce vás i včas varuje před formou bobrodlaka.

### Rozšíření
Klei Entertainment postupně vydala několik DLC a rozšíření hry:
- Regin of Gigants (první balíček ke hře, přidává do hry giganty, vládnoucí každý jednomu ročnímu období)
- Don't Starve: Shipwrecked (balíček, který přesune hráče do tropického podnebí na opuštěné moře a přidá 4 nové charaktery do hry [1])

Poté vydala Don't Starve Together, které se stává po Adventure Modu hry ve kterém Wilson propustí Maxwella, který je zamknut na stínovém trůně, avšak Wilson je zamknut místo něj, poté Charlie (Maxwellova Assistentka) která se transportací stala noční příšerou (Maxwell nazývá Charlie temnotu), která propustí Wilsona ale její temná povaha ho zabije a odstraní síly co získal z trůnu, poté začne proměňovat trunní místnost, ale přitom se její dvě povahy hádají dokud se nespojí v jednu povahu, ve které začne vytvářet nové stvoření (mazlíčky, Toadstoola - obří žábu žijící v symbióze s houbami, Stagehand - stolek který je aktivní v noci a hledá jakýkoliv zdroj světla)